# 硫酸鹽
硫酸盐，由硫酸根离子（SO2−
4）与其它金属离子组成的化合物，幾乎都是电解质，且大多数溶于水。

## 性质
硫酸盐中的硫酸根是一个硫原子和四个氧原子通过共价键连接形成的正四面体结构，硫原子位于正四面体的中心位置上，而四个氧原子则位于它的四个顶点，一组氧-硫-氧键的键角为109°28'，而一组氧-硫键的键长为1.44埃。因硫酸根得到兩个电子才形成稳定的结构，因此带负电，且很容易与金属离子或铵根结合，产生离子键而稳定下来。

### 制备
主要制取硫酸盐的方法有：
- 将金属溶于硫酸
- 用硫酸与碱或金属氧化物反应
- 氧化亚硫酸盐或金属硫化物

### 硫酸盐中的硫酸根离子
在硫酸盐固体中出现的硫酸根离子常常携带阴离子结晶水，这是由于水分子通过氢键和上面的氧原子相连。

## 常见的硫酸盐
- 硫酸钠（Na2SO4），与水分子结合形成的晶体俗称芒硝或者元明粉。
- 硫酸钾—K2SO4
- 硫酸镁—MgSO4
- 硫酸鈣—CaSO4
- 硫酸铜—CuSO4
- 硫酸鋁鉀—KAl(SO4)2

更多请参见分類:硫酸鹽。

## 应用
- 硫酸钾是常见的钾肥。
- 硫酸铜是一种常用农药；无水硫酸铜可以用于吸水或检测水分（遇水变成蓝色的五水合硫酸铜）。
- 二水合硫酸钙俗称石膏，在医学上可以用于固定，也用于进行家居装潢，制造混凝土时也可以使用它控制凝固时间。
- 硫酸钡又称钡餐，在医学上可以用于消化系统的X光检查。
- 硫酸是一种强酸，用途广泛。
- 硫酸盐还是某些厌氧细菌进行化能合成的原料。
- 無水硫酸鎂可作為實驗常用的乾燥劑。